# UFC 60
UFC 60: Hughes vs. Gracie fue un evento de artes marciales mixtas celebrado por Ultimate Fighting Championship el 27 de mayo de 2006 en el Staples Center, en Los Ángeles, California, Estados Unidos.

## Historia
Encabezando la tarjeta en una pelea de 175 lbs entre el entonces actual campeón wélter de UFC Matt Hughes, y el Salón de la Fama de UFC Royce Gracie, ganador de UFC 1, UFC 2 y UFC 4. Este fue el primer combate de Gracie en UFC y en los Estados Unidos desde UFC 5.

## Resultados

### Tarjeta preliminar
- Peso ligero: Melvin Guillard vs. Rick Davis

Guillard derrotó a Davis vía KO (golpe) en el 1:37 de la 1ª ronda.
- Peso pesado: Gabriel Gonzaga vs. Fabiano Scherner

Gonzaga derrotó a Scherner vía TKO (golpes) en el 0:24 de la 2ª ronda.
- Peso ligero: Spencer Fisher vs. Matt Wiman

Fisher derrotó a Wiman vía KO (rodillazo volador) en el 1:43 de la 2ª ronda. Wiman reemplazo a Leonard Garcia, que se rompió la pierna en el entrenamiento.
- Peso medio: Jeremy Horn vs. Chael Sonnen

Horn derrotó a Sonnen vía sumisión (armbar invertida) en el 1:13 de la 2ª ronda. Sonnen fue un reemplazo de último momento para Evan Tanner, que al parecer se retiró debido a problemas personales.

### Tarjeta principal
- Peso medio: Mike Swick vs. Joe Riggs

Swick derrotó a Riggs vía sumisión (guillotine choke) en el 2:19 de la 1ª ronda.
- Peso pesado: Brandon Vera vs. Assuerio Silva

Vera derrotó a Silva vía sumisión (guillotine choke) en el 2:39 de la 1ª ronda.
- Peso wélter: Diego Sánchez vs. John Alessio

Sánchez derrotó a Alessio vía decisión unánime (30–27, 29–28, 29–28).
- Peso semipesado: Dean Lister vs. Alessio Sakara

Lister derrotó a Sakara vía sumisión (triangle choke) en el 2:20 de la 1ª ronda.
- Pelea de (175 lbs): Matt Hughes vs. Royce Gracie

Hughes derrotó a Gracie vía TKO (golpes) en el 4:39 de la 1ª ronda.